# Banjar Dowo (Lengkong)
Banjar Dowo is een bestuurslaag in het regentschap Nganjuk van de provincie Oost-Java, Indonesië. Banjar Dowo telt 2078 inwoners (volkstelling 2010).